# 1932: A Medalha Esquecida
1932: A Medalha Esquecida, ou simplesmente A Medalha Esquecida, é um documentário televisivo brasileiro de 2016 produzido e roteirizado pelo cineasta Ernesto Rodrigues e coproduzido pelo Canal Brasil.
O filme conta a saga do atleta e militar brasileiro Adalberto Cardoso para disputar os Jogos Olímpicos de Los Angeles, em 1932.

## Sinopse
É uma reconstituição histórica da vida do militar e atleta brasileiro, Adalberto Cardoso, que competiu na Olimpíada de Los Angeles, em 1932, depois de superar diversas dificuldades.

## Ficha Técnica
Fonte:
- Roteiro: Ernesto Rodrigues
- Produção Executiva: Pedro Pedreira
- Assistente de Direção: Stephany Bizzo
- Diretora de Produção: Bia Goldenberg
- Produção: Alicia Lerer
- Pesquisa: Paulo Rubens Sampaio
- Edição de Imagem: Thiago Maia
- Finalização: João Rodrigues
- Diretor de Fotografia: Roberto Riva e Márcio Zavareze.
- Som: Marcos Cantanhede
- Distribuição: Bizum Comunicação Ltda.